# Blaster Master 2
Blaster Master 2 es un videojuego desarrollado por Software Creations y publicado exclusivamente en América del Norte por Sunsoft para la Mega Drive el 15 de marzo de 1993. El juego es una secuela del original Blaster Master publicada originalmente para la Nintendo Entertainment System (NES).